# ラヴレース (映画)
『ラヴレース』（Lovelace）は、2013年にアメリカ合衆国で制作された伝記映画。伝説的なポルノ映画『ディープ・スロート』の主演女優リンダ・ラヴレースを描いた作品。

## ストーリー
厳格なカトリック教徒の家庭で育ったリンダは、バーを経営するチャックと出会い恋に落ち、すぐに結婚するのだった。チャックから様々な性技を仕込まれていったリンダは、たちまち性への魅力に取りつかれていく。しかし、次第にチャックの身勝手で暴力的な本性が露わになっていき、金銭的に困窮した彼は妻であるリンダをポルノ映画に出演させる。チャックから教わった「秘技」により、出演したポルノ映画『ディープ・スロート』は空前の大ヒットを記録する。こうして全米で有名になったリンダだったが、次第に彼女はポルノ業界と夫であるチャックに対して不信感を募らせていく。

## キャスト
※括弧内は日本語吹替
- リンダ・ラヴレース - アマンダ・セイフライド（小島幸子）： 有名ポルノ女優となった女性。
- チャック・トレイナー（英語版） - ピーター・サースガード（加瀬康之）： リンダの夫。
- ドロシー・ボアマン - シャロン・ストーン（仲村かおり）： リンダの母親。厳格なカトリック教徒。
- ジョン・ボアマン - ロバート・パトリック（田原正治）： リンダの父親。元警官。
- パッツィ - ジュノー・テンプル（藤野泰子）： リンダの親友。
- ハリー・リームス - アダム・ブロディ（吉野貴大）： ポルノ男優。
- トーマス - ウェス・ベントリー： 写真家。
- ナット・ローレンディ - エリック・ロバーツ
- ヒュー・ヘフナー - ジェームズ・フランコ（前田一世）： ポルノ業界の大物。
- アンソニー・ロマーノ - クリス・ノース（野川雅史）： ポルノ映画製作者。
- ブッチ・ペライーノ - ボビー・カナヴェイル（吉田ウーロン太）： ポルノ映画製作者。
- ジェラルド・ダミアーノ - ハンク・アザリア（後藤ヒロキ）： ポルノ映画監督。
- ドリー - デビ・メイザー： ポルノ女優兼メイク担当。
- レベッカ - クロエ・セヴィニー（大津愛理）